# Hydata sordida
Hydata sordida là một loài bướm đêm trong họ Geometridae.